# Mycosphaerella fijiensis
Mycosphaerella fijiensis är en svampart som beskrevs av M. Morelet 1969. Mycosphaerella fijiensis ingår i släktet Mycosphaerella och familjen Mycosphaerellaceae.   Inga underarter finns listade i Catalogue of Life.